# Potenza Calcio 1989-1990
Questa pagina raccoglie le informazioni riguardanti il Potenza Calcio nelle competizioni ufficiali della stagione 1989-1990.

## Rosa
| N. |                   | Ruolo | Calciatore           |
| -- | ----------------- | ----- | -------------------- |
|    | Italia (bandiera) | D     | Salvatore Aloise     |
|    | Italia (bandiera) | A     | Giuliano Antonicelli |
|    | Italia (bandiera) | A     | Gianni Boccia        |
|    | Italia (bandiera) | A     | Borneo               |
|    | Italia (bandiera) | P     | Claudio Bozzini      |
|    | Italia (bandiera) | C     | Adamo Bruni          |
|    | Italia (bandiera) | A     | Stefano Cardillo     |
|    | Italia (bandiera) | P     | Giuseppe Catalano    |
|    | Italia (bandiera) |       | Cirigliano           |
|    | Italia (bandiera) | D     | Francesco Colonnese  |
|    | Italia (bandiera) | C     | Roberto D'Ermilio    |
|    | Italia (bandiera) | D     | Riccardo Di Bari     |

| N. |                   | Ruolo | Calciatore             |
| -- | ----------------- | ----- | ---------------------- |
|    | Italia (bandiera) | C     | Pier Paolo Lauretti    |
|    | Italia (bandiera) | C     | Massimo Marchesan      |
|    | Italia (bandiera) | D     | Marcello Marrocco      |
|    | Italia (bandiera) |       | Miglionico             |
|    | Italia (bandiera) | A     | Antonio Petrella       |
|    | Italia (bandiera) | C     | Giuseppe Policarpo     |
|    | Italia (bandiera) | D     | Massimo Savio          |
|    | Italia (bandiera) | D     | Gianfedele Scaldaferri |
|    | Italia (bandiera) | D     | Giuseppe Scattini      |
|    | Italia (bandiera) | C     | Leandro Vessella       |
|    | Italia (bandiera) |       | Vuolo                  |

## Risultati

### Campionato

#### Girone di andata
| 17 settembre 1989 1ª giornata | Potenza | 0 – 3 | Turris |  |

| 24 settembre 1989 2ª giornata | Trapani | 0 – 2 | Potenza |  |

| 1º ottobre 1989 3ª giornata | Potenza | 1 – 0 | Acireale |  |

| Arbitro: | Giulian Vasquez (Lecce) |

|                          |           |  |
| Petrucci 19’ Cuofano 83’ | Marcatori |  |

| 15 ottobre 1989 5ª giornata | Ostia Mare | 1 – 1 | Potenza |  |

| 22 ottobre 1989 6ª giornata | Potenza | 1 – 1 | Pro Cavese |  |

| 29 ottobre 1989 7ª giornata | Potenza | 0 – 1 | Martina |  |

| 5 novembre 1989 8ª giornata | Frosinone | 0 – 0 | Potenza |  |

| 12 novembre 1989 9ª giornata | Potenza | 0 – 0 | Lodigiani |  |

| 19 novembre 1989 10ª giornata | Latina | 1 – 1 | Potenza |  |

| 26 novembre 1989 11ª giornata | Potenza | 1 – 0 | Atletico Leonzio |  |

| 3 dicembre 1989 12ª giornata | Kroton | 1 – 0 | Potenza |  |

| 10 dicembre 1989 13ª giornata | Potenza | 1 – 1 | Fasano |  |

| 17 dicembre 1989 14ª giornata | Potenza | 1 – 0 | Adelaide Nicastro |  |

| 30 dicembre 1989 15ª giornata | Vigor Lamezia | 3 – 1 | Potenza |  |

| 7 gennaio 1990 16ª giornata | Potenza | 1 – 1 | Battipagliese |  |

| 14 gennaio 1990 17ª giornata | Altamura | 0 – 0 | Potenza |  |

#### Girone di ritorno
| 28 gennaio 1990 18ª giornata | Turris | 3 – 1 | Potenza |  |

| 4 febbraio 1990 19ª giornata | Potenza | 2 – 1 | Trapani |  |

| 11 febbraio 1990 20ª giornata | Acireale | 1 – 2 | Potenza |  |

| Potenza 18 febbraio 1990 21ª giornata | Potenza          | 0 – 0 | Nola | Stadio Alfredo Viviani (4000 spett.)\| Arbitro: \| Chiesa (Livorno) \| |
| Arbitro:                              | Chiesa (Livorno) |       |      |                                                                        |

| 4 marzo 1990 22ª giornata | Potenza | 2 – 1 | Ostia Mare |  |

| 11 marzo 1990 23ª giornata | Pro Cavese | 1 – 0 | Potenza |  |

| 18 marzo 1990 24ª giornata | Martina | 0 – 0 | Potenza |  |

| 25 marzo 1990 25ª giornata | Potenza | 1 – 1 | Frosinone |  |

| 1º aprile 1990 26ª giornata | Lodigiani | 0 – 0 | Potenza |  |

| 8 aprile 1990 27ª giornata | Potenza | 1 – 3 | Latina |  |

| 14 aprile 1990 28ª giornata | Atletico Leonzio | 1 – 0 | Potenza |  |

| 29 aprile 1990 29ª giornata | Potenza | 1 – 0 | Kroton |  |

| 6 maggio 1990 30ª giornata | Fasano | 2 – 1 | Potenza |  |

| 13 maggio 1990 31ª giornata | Adelaide Nicastro | 1 – 0 | Potenza |  |

| 20 maggio 1990 32ª giornata | Potenza | 0 – 0 | Vigor Lamezia |  |

| 27 maggio 1990 33ª giornata | Battipagliese | 1 – 1 | Potenza |  |

| 3 giugno 1990 34ª giornata | Potenza | 0 – 0 | Altamura |  |